# Austrolimnophila platensis
Austrolimnophila platensis är en tvåvingeart som först beskrevs av Alexander 1923.  Austrolimnophila platensis ingår i släktet Austrolimnophila och familjen småharkrankar. Inga underarter finns listade i Catalogue of Life.